# Barrio Mitre (Santa Fe)
Barrio Mitre es una localidad argentina ubicada en el departamento Constitución de la provincia de Santa Fe. Depende administrativamente de Pavón, localidad de la cual dista 1,5 km, pero se encuentra conurbada con Empalme Villa Constitución, la cual tiene su propia comuna.
La zona era anteriormente denominada como Empalme 9, y fue anexado a Pavón en 1971. Cuenta con un dispensario de salud, y una planta de remoción de nitrato.

## Población
Cuenta con 816 habitantes (Indec, 2010), lo que representa un incremento del 500% frente a los 544 habitantes (Indec, 2001) del censo anterior.
Forma un aglomerado urbano junto a la localidad de Empalme Villa Constitución, el cual se denomina Empalme Villa Constitución - Barrio Mitre y cuenta con una población total de 7,057 habitantes (Indec, 2010).
| Gráfica de evolución demográfica de Barrio Mitre entre 1991 y 2010 |
|                                                                    |
| Fuente: Censos nacionales del INDEC                                |